# 最高人民法院审判监督庭
最高人民法院审判监督庭，位于北京市东城区东交民巷27号，是中华人民共和国最高人民法院内设机构。

## 沿革
1987年9月25日，最高人民法院设立告诉申诉审判庭，将信访工作纳入职责范围。从1987年10月4日起开始办公。1987年10月8日，《最高人民法院关于最高人民法院告诉申诉审判庭的职责范围和启用印章的通知》下发，规定告诉申诉审判庭的职责范围是：受理和审查刑事申诉；受理和审查民事申诉；受理和审查经济申诉；受理指定管辖的请求和请示；受理有关告诉的来信来访；监督和指导地方各级法院的告诉申诉工作；办理中央领导同志、全国人大常委会和本院领导交办的告诉申诉案件和其他事项；办理非诉来信来访。2000年，撤销告诉申诉庭，成立立案庭、审判监督庭。

## 职能
2000年12月4日，《最高人民法院机关内设机构及新设事业单位职能》（法发〔2000〕30号）发布，其中规定最高人民法院机关内设机构有审判监督庭，职能是：
1. 审判最高人民检察院按照审判监督程序对下级人民法院作出的刑事、民事(不含知识产权、海事等)生效裁判提出抗诉的案件；审判最高人民检察院按照审判监督程序对本院各类生效裁判提出抗诉的案件；审判高级人民法院按照审判监督程序改判死刑，报请本院核准的刑事案件；依法核准因被告人在死缓考验期内故意犯罪，应当执行死刑的案件。
2. 审查处理本院已经发生法律效力、经立案庭审查认为符合立案条件的各类案件；审查处理经高级人民法院复查驳回或者再审改判，仍继续向本院申诉、申请再审，经立案庭审查认为符合立案条件的刑事、民事(不含知识产权、海事等)案件；审查处理虽未经高级人民法院复查、但立案庭认为原审裁判符合立案条件的少数刑事、民事(不含知识产权、海事等)案件。
3. 审查处理院领导、领导机关交办的，不服本院生效裁判的各类案件，以及下级人民法院生效裁判的刑事、民事(不含知识产权、海事等)案件。
4. 审批高级人民法院民事再审案件延长审限的申请[3]。

目前审判监督庭“主要负责审判不服最高人民法院生效裁判的各类审判监督案件；审判不服下级人民法院刑事及有关民事生效裁判的审判监督案件；审判最高人民检察院抗诉的再审案件；核准再审程序刑事案件；办理有关减刑、假释和暂予监外执行案件。”

## 历任庭长、副庭长
| 庭长 1. 李玉成（1987年9月5日—1990年6月28日，告诉申诉审判庭庭长） 2. 陈嘉宾（1990年6月28日—1993年9月2日，告诉申诉审判庭庭长） 3. 孙泊生（1993年9月2日—1998年11月4日，告诉申诉审判庭庭长） 4. 纪敏（1998年11月4日—2000年8月25日，告诉申诉审判庭庭长） 纪敏（2000年8月25日—2004年10月27日） 5. 孙华璞（2004年10月27日—2005年7月1日） 6. 宫鸣（2005年7月1日—2014年6月27日） 7. 夏道虎（2014年6月27日—2018年2月24日） 8. 颜茂昆（2018年4月27日—2020年12月26日） 9. 韩维中（2020年12月26日—2022年6月24日） 10. 胡仕浩（2022年6月24日—） | 副庭长 - 张玉民（1987年9月5日—1995年2月28日，告诉申诉审判庭副庭长） - 文慧芳（1987年9月5日—1992年9月4日，告诉申诉审判庭副庭长） - 纪敏（1992年9月4日—1998年11月4日，告诉申诉审判庭副庭长） - 李德仁（1995年2月28日—2000年8月，告诉申诉审判庭副庭长） - 刘学文（1998年11月4日—2000年8月，告诉申诉审判庭副庭长） - 黄尔梅（2000年10月31日—2002年2月28日） - 宫鸣（2000年10月31日—2005年7月1日） - 高贵君（2002年8月29日—2005年8月28日） - 姜伟（2005年8月28日—2019年4月23日） - 黄永维（2006年4月29日—2012年12月28日） - 虞政平（2009年12月26日—2017年12月27日；2018年12月29日—） - 滕伟（2013年6月29日—2017年11月4日） - 冯果（2015年4月24日—2017年4月27日） - 罗智勇（2017年12月27日—） - 董华（2017年12月27日—） - 董朝阳（2022年6月24日—） |